# Nasenspiegel

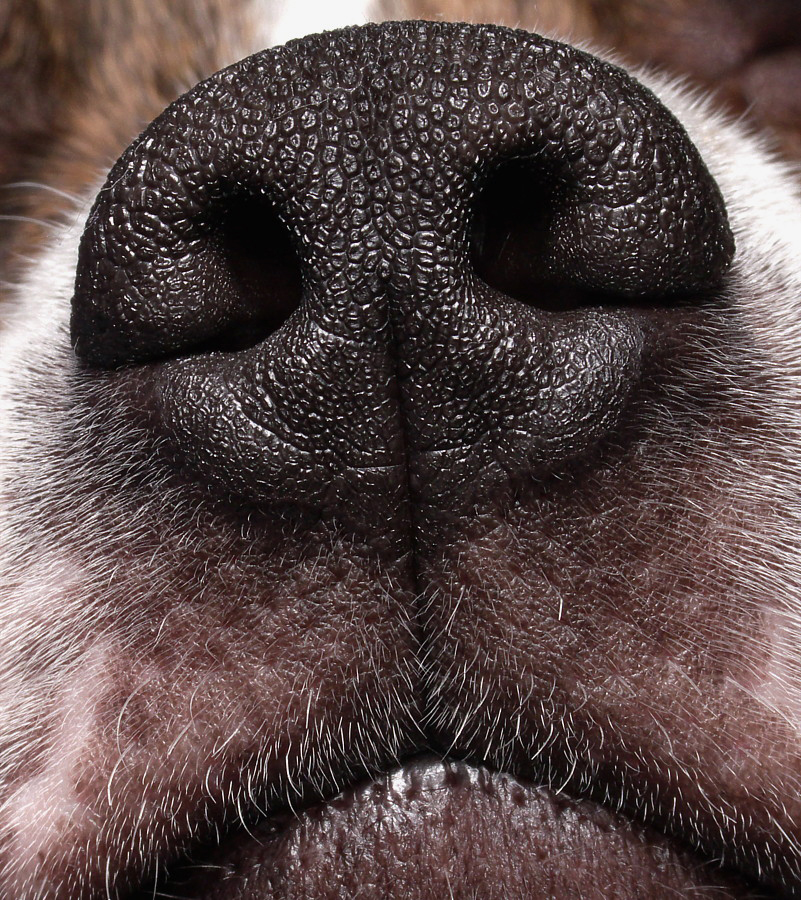
Nasenspiegel eines Haushundes

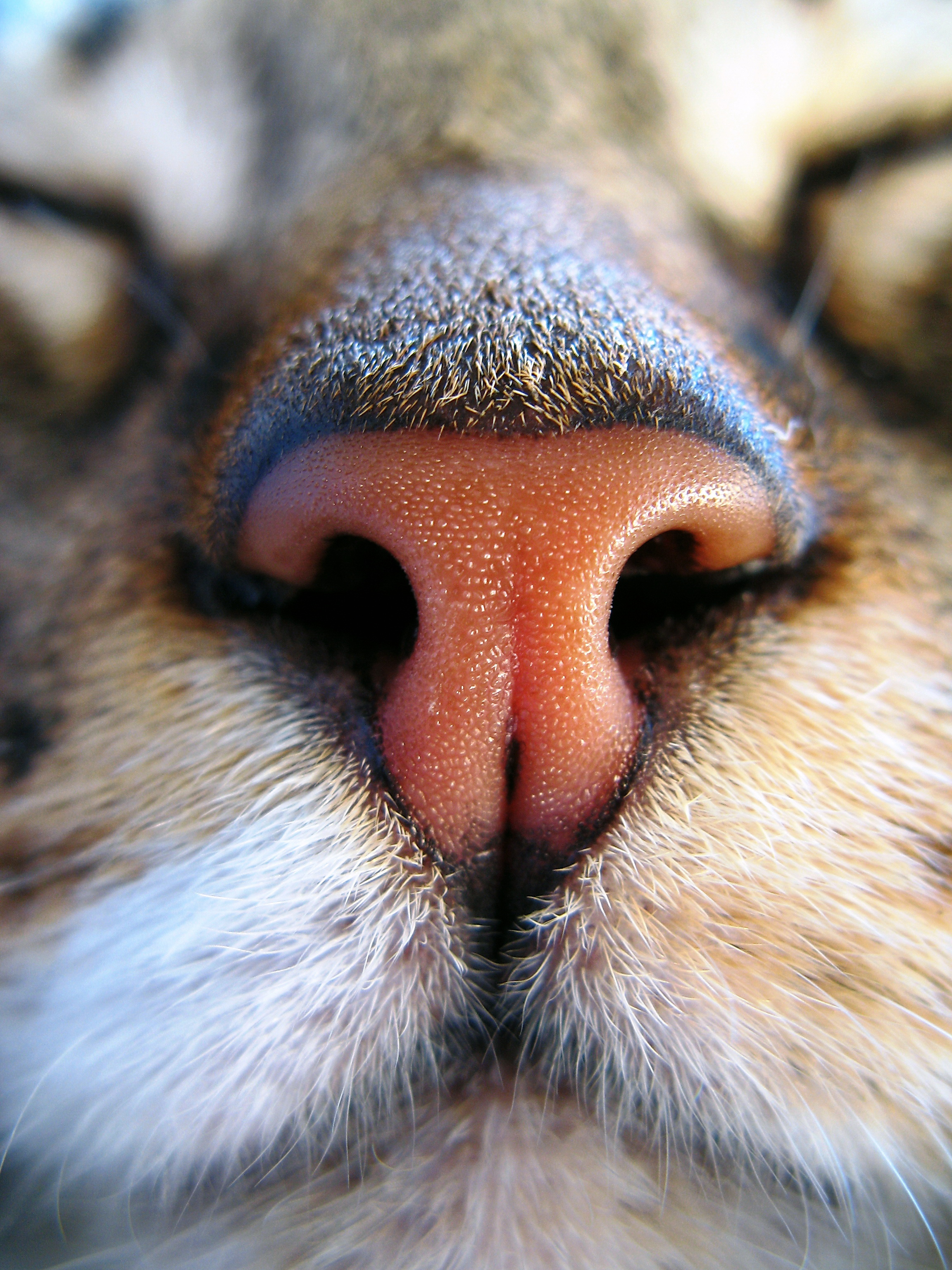
Nasenspiegel einer Hauskatze

Der Nasenspiegel (Rhinarium oder Planum nasale) – bei einigen Großsäugern Muffel, in der Kynologie auch Nasenschwamm genannt – ist ein mit Schleimhaut bedeckter Bereich um die Nasenlöcher von Säugetieren und kommt vor allem bei Makrosmaten – also Tieren mit gut entwickeltem Geruchssinn – vor.
Kennzeichnend für den Nasenspiegel sind das Fehlen von Haaren, die Felderung der Oberfläche sowie eine Vielzahl von Drüsen und Tastkörperchen.
Vielfach ist der Nasenspiegel auf den Bereich um die Nasenlöcher beschränkt, insbesondere bei Raubtieren und Paarhufern. Durch Einbeziehung der Oberlippe kann sich jedoch ein Nasen-Lippen-Spiegel bilden, wie das Flotzmaul der Rinder und die Rüsselscheibe der Schweine. Durch eine Rinne, das Philtrum, kann der Nasenspiegel mit der Schleimhaut des Mundvorhofs verbunden sein. Auch ist der Nasenspiegel bei den verschiedenen Säugetierarten unterschiedlich temperiert. So ist der Nasenspiegel von Hunden deutlich kühler als bei Paarhufern und Unpaarhufern. Eine in Nature veröffentlichte Studie deutet darauf hin, dass dies Hunde befähigt, schwache bzw. weit entfernte Wärmestrahlung wahrzunehmen und zu lokalisieren. Damit ist der Hund neben der Vampirfledermaus die einzige Säugetierart, bei der dies bekannt ist.
Unter den Primaten besitzen die Feuchtnasenaffen einen Nasenspiegel. Die verkürzte Schnauze der Trockennasenaffen, zu denen auch der Mensch zählt, weist dagegen keinen Nasenspiegel auf, so dass deren nicht unterbrochene, behaarte Oberlippe eine hohe Differenzierung der mimischen Muskulatur des Mundes ermöglicht.
Beim Moschusochsen und beim Weißschwanz-Stachelschwein ist der Nasenspiegel behaart.